# Vakvilág (regény, Ben Elton)
A Vakvilág Ben Elton angol komikus, író 2007-ben megjelent provokatív disztópiája. A regény eredeti címe Blind Faith. A magyar nyelvű kiadás 2011-ben jelent meg az Alinea Kiadó gondozásában, Weisz Böbe fordításában.

## A történet háttere
A történet Londonban játszódik, kb. 50 év múlva, a globális felmelegedés miatt a Földre zúdult özönvíz után. Ebben a világban a magánszféra bűn. A "megosztás" mindenek feletti érték, sőt kötelező elvárás ("Itt nem lehet titkod!"). A tudomány teljes elutasítása, sőt gyakorlásának tilalma jellemzi a jogrendet, melyet a hitvallók által irányított tömegrendezvényeken hozott ún. Wembley Törvények alakítanak. A legelső Wembley Törvény, vagy hivatalos néven a Népi Alaptörvény szerint törvénytelen cselekedet, ha valakinek nincs hite.
A történet főhőse Trafford, akinek vannak titkai, és a maga eszközeivel szembeszáll a rendszerrel.

## Vélemények
A regény megjelenését követően The Independent az új Orwellként utalt Ben Eltonra.
"Elton célja ezzel a regénnyel nem a nevettetés. A Vakvilág egy komoly és borzongató látomás lett a közeljövőről, egy kőkemény figyelmeztetés, néhol persze szatírával vegyítve."
"Elton zsenialitása abban rejlik, hogy miközben nyilvánvalóan utal az elődökre, mindebből egyénit alkot, és a saját értelmezésében mutatja be ezt a cseppet sem vonzó jövőt."

## Magyarul
- Vakvilág; ford. Weisz Böbe; Alinea, Bp., 2011

## Fordítás
- Ez a szócikk részben vagy egészben  a   Blind Faith (novel) című angol Wikipédia-szócikk fordításán alapul.  Az eredeti cikk szerkesztőit annak laptörténete sorolja fel. Ez a jelzés csupán a megfogalmazás eredetét és a szerzői jogokat jelzi, nem szolgál a cikkben szereplő információk forrásmegjelöléseként.